# PELT
PELT(Practical English Language Test)는 2002년 한국외국어평가원에서 개발한 국가공인 민간자격 실용영어 시험의 약자이다.

## 개요
한국외국어평가원은 국제화 시대의 지식기반 사회에서 필요로 하는 외국어의 활용능력과 사무서비스 및 정보처리 분야 등의 직업능력에 대한 자격검정과 직업훈련에 관련되는 사업을 목적으로 민법 제 32조에 의거하여 1977년 노동부로부터 설립허가(노동청 제62호)를 받은 자격검정 시행·관리전문기관이다. 또한, 2002년 1월 10일 실용영어 PELT (Practical English Language Test) 1~3급의 국가공인(교육인적자원부 공인 제 2002-01호)에 이어 2004년 1월 27일 실용한자 1~4급의 국가공인(교육인적자원부 공인 제 2004-02호)을 승인 받았다. 민간시험으로서 국내 영어부문 국가공인 제1호라는 점에서 큰 의의를 두고 있다.

## 종류
| 종류     | 대상 및 용도                   | 등급  | 만점  | 합격기준 |
| -------- | ------------------------------ | ----- | ----- | -------- |
| Main     | 실용영어 1차시험(듣기, 읽기)   | 1~3급 | 600점 | 300점    |
| Plus     | 실용영어 2차시험(쓰기, 말하기) | 1~3급 | 400점 | 200점    |
| Standard | 중고등학교                     | 1~3급 | 200점 | 120점    |
| Jr.      | 초등학교 3~6학년               | 1~3급 | 200점 | 130점    |
| Kids     | 유치원, 초등학교 1~2학년       | 1~2급 | 200점 | 120점    |

* 이것 이외에도 말하기 능력을 테스트하는 Jr. Speaking 등이 있고, 실용한자 공인(1~4급)과 실용한자 장려(준4급~8급) 그리고 펠트 수학 SEM이 있다.

## 같이 보기
- TOSEL
- TEPS